# Caja Mágica
La Caja Mágica és un estadi multiusos situat en Madrid (Espanya). Es localitza al barri de San Fermín, al districte d'Usera, a la vora del riu Manzanares. Ha estat presentada com la instal·lació de tennis més moderna del món, encara que la inversió es revela poc rendible, i com la infraestructura estrella de les candidatures de Madrid als Jocs Olímpics de 2012 i als Jocs Olímpics de 2016, que no van arribar a quallar. El recinte, alberga anualment el torneig Masters de Tennis de Madrid des de 2009.
A més del tennis, la instal·lació s'utilitza per a una altra mena d'esdeveniments varis. El Reial Madrid de bàsquet va disputar els seus partits com a local de la Lliga ACB i Eurolliga en aquest recinte la temporada 2010/11, abandonant-lo al final de la mateixa per les fortes crítiques dels seus seguidors quant a la seva ubicació, transports, serveis i aclimatació. La temporada 2011/12 ja només va disputar esporàdicament alguns partits d'Eurolliga, abandonant totalment la instal·lació per a la temporada 2012/2013.
En 2012 va ser la seu de l'equip HRT de Fórmula 1 fins a la desaparició d'aquest en 2013 després que fos exclòs del campionat.

## Disseny i estructura
El complex esportiu va ser dissenyat per l'arquitecte francès Dominique Perrault. Els materials principals empleats en La Caixa Màgica, de forma cubicular, són l'acer, l'alumini, el formigó i el vidre. Pressupostat inicialment per 100 milions d'euros, la factura total va ascendir fins als 294 milions d'euros.
S'estructura al voltant de dos edificis principals, La Caja Mágica i el Tenis Indoor.
La Caja Mágica alberga tres pistes de terra batuda amb cobertes mòbils (sostre retràctil). La pista central (anomenada oficialment Estadi Manolo Santana) ofereix capacitat per a 12.442 persones. Les pistes menors disposen de 2923 (Estadi Arantxa Sánchez Vicario) i 1.772 seients, respectivament, i haurien estat ampliades si Madrid hagués estat triada seu olímpica.
El Tennis Indoor alberga onze pistes cobertes de menor grandària. Disposa així mateix de les instal·lacions corresponents a la seva funció com a club esportiu.
Per a l'edició del Torneig Masters 1000 de 2012 la superfície de terra batuda va ser substituïda per una altra de terra blava, la qual cosa va causar gran polèmica per les seves diferents característiques de bot i per resultar extraordinàriament relliscosa, amb risc per a la integritat dels jugadors. Alguns d'ells, inclosos Novak Djokovic i Rafael Nadal, números 1 i 2 del món en aquell moment, van anunciar que si es mantenia aquesta superfície no tornarien a acudir al torneig. Uns mesos després, l'ATP va revocar l'homologació de la terra blava, inhabilitant-la per a la disputa de tornejos oficials.

## Inauguració i esdeveniments

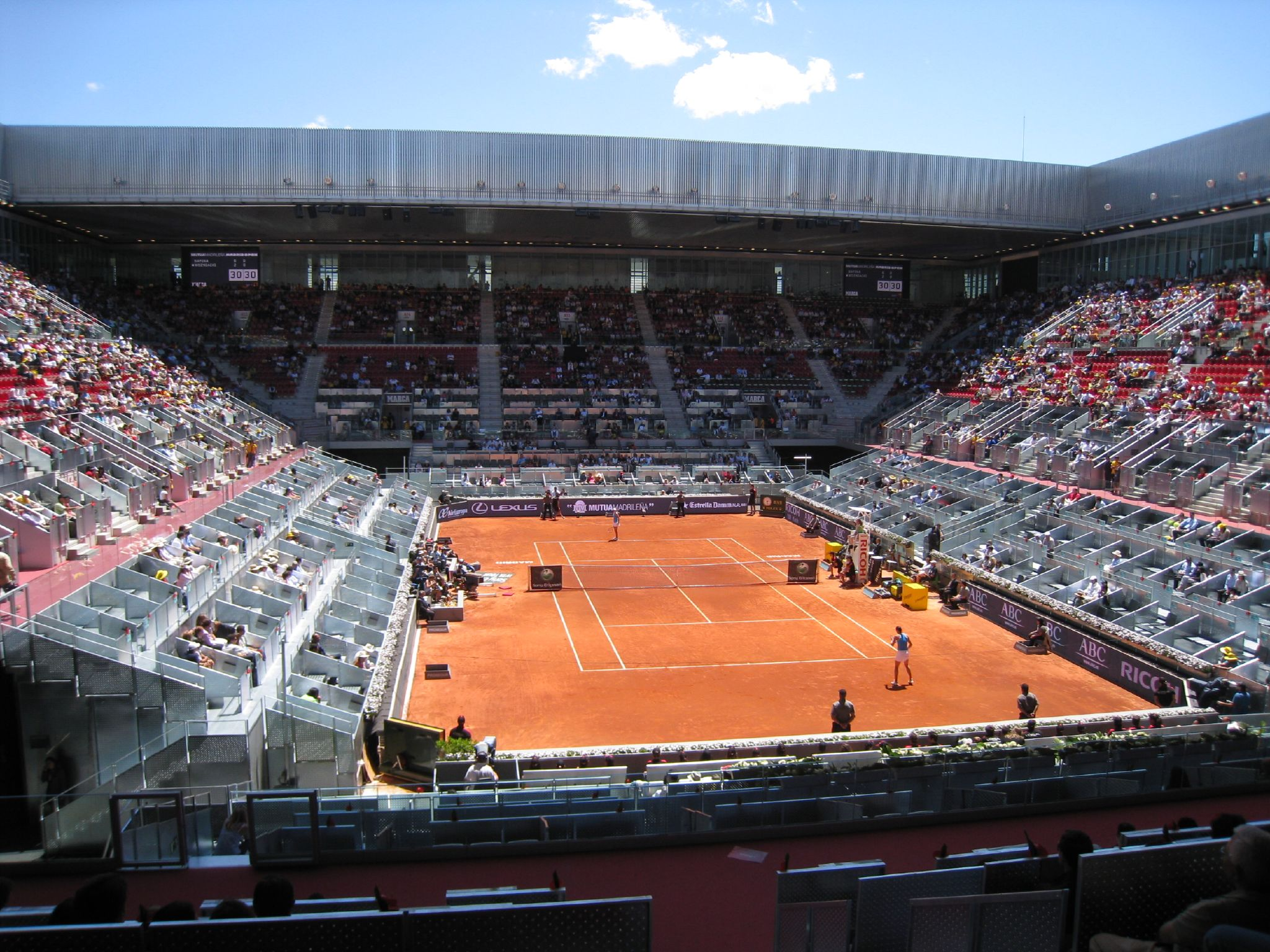
Pista central del recinte.

La Caja Mágica va ser inaugurada el 8 de maig de 2009 amb un concert del cantant de rock Lenny Kravitz. Des d'aquest any, és la seu del Torneig Masters de Tennis de Madrid.
El canal temàtic de música MTV va celebrar els seus premis MTV Europe Music Awards 2010 en la Caixa Màgica el 7 de novembre de 2010.
De l'11 de gener de 2013 al 19 del mateix mes es van celebrar els partits corresponents al grup D del Campionat Mundial d'Handbol Masculí de 2013 celebrat a Espanya.
Des de juny de 2016 el recinte de la Caja Mágica i el gran aparcament a l'est del riu acullen el festival anual de música indie i rock de Madrid, Mad Cool.
La Caja Mágica acollirà les dues primeres edicions en 2019 i 2020 del nou format de finals de la Copa Davis de Tennis.

## Actualitat
En el dia d'avui alberga el club esportiu Forus, en el qual es realitzen activitats esportives. També aquesta albergat el club esportiu Mútua Madrid Open Sports Club.
A més, aquesta és la seu del Masters 1000 de Madrid, que es juga al maig tots els anys. Aquest torneig és conegut pel nom de Mutua Madrid Open, que a més és retransmès tots els anys per televisió.